# 快乐酷宝
《快乐酷宝》是中国真人动画剧集，由蓝弧动漫与Bresser(宝视德)制作。讲述的是主角乐乐，帮助来自异世界的机器人收集人类正面情感能量，并打败阿酷波斯。家长孩子之间也掀起了一阵“酷宝”热潮。
快乐酷宝1在2012年拍攝，並在12月29日福建少儿频道首播。
快乐酷宝2在2013年8月开机。並在2015年4月22日18:20分于广东嘉佳卡通卫视首播。